# Muepu Muamba
Muepu Muamba (* 1946 in Belgisch-Kongo) ist ein Schriftsteller und Journalist aus der Demokratischen Republik Kongo, der als politisch verfolgter Autor in Deutschland lebt.

## Leben
Muepu Muamba studierte in Belgien Soziologie und Journalismus. 1968 musste er Belgien verlassen; er wurde im Zusammenhang mit den 68er Protesten erst verhaftet und dann ausgewiesen. In der Folge arbeitete er in Kinshasa als Schriftsteller und Journalist, betätigte sich aber auch als Verleger und gründete einen Verlag, der sich Les Presses Africaines nannte. Muamba war politisch aktiv und sprach sich kritisch gegenüber dem Mobutu-Regime aus. Er musste deshalb 1979 den Kongo verlassen und reiste in der Folge durch mehrere afrikanische Länder, bis er 1984 in Paris als politischer Flüchtling Asyl fand. Muamba war seit 1979 nicht mehr im Kongo, besucht aber andere afrikanische Länder und versucht von seinem Exil aus durch die schriftstellerische Tätigkeit und seine Mitarbeit in dem Verein Dialog International positive Veränderungen in seiner Heimat mit zu gestalten. Als Vorsitzender des Vereins unterstützt Muamba – gemeinsam mit anderen Exilkongolesen und Deutschen – Bildungsinitiativen und Selbsthilfegruppen vor Ort, die sich für Frieden, Versöhnung und Menschenrechte einsetzen.
Seit 2000 lebt und arbeitet Muepu Muamba in Frankfurt am Main.

## Einzelpublikationen
- Sisyphos im Lärm der Stille. Draupardi Verlag, Heidelberg 2012, ISBN 978-3-937603-66-7.
- Et Si...  mit Illustrationen von Claudia Lüke. 1000. Auflage. Edition Workshop Kultur, Gladbeck 1999.
- Devoir d'ingérence. Kivouvou - Ed. Bantoues, Brazzaville, Heidelberg 1988.

## Gemeinschaftspublikationen
- Jochen R. Klicker, Claude Paysan, Muepu Muamba: Afrika in eigener Sache: unter dem Baobab gesprochen. Hammer Verlag, Wuppertal 1980, ISBN 978-3-87294-161-9.

## Herausgeberschaft
- Moyo! Der Morgen bricht an: Stimmen aus dem Kongo. Brandes & Apsel, 2011, ISBN 978-3-86099-631-7.